# Nadine – Stern der Seine
Nadine – Stern der Seine (jap. ラ・セーヌの星, Ra Sēnu [= La Seine] no Hoshi) ist eine japanische Anime-Fernsehserie aus dem Jahr 1975. Obwohl die Serie in einigen Sprachen als Die schwarze Tulpe vermarktet wurde und einer der beiden Helden diesen Namen führt, gibt es keine Verbindung zum Roman Die Schwarze Tulpe von Alexandre Dumas.

## Handlung
Nadine Lorraine (jap. Simone Lorrain) lebt in Frankreich zur Zeit des Rokoko. Sie wuchs als Tochter eines Blumenhändlers auf, aber als der Marquis de Vaudreuil sie entdeckt, adoptierte er Nadine kurz bevor ihre Eltern bei einem Unfall starben. Es stellt sich heraus, dass Nadine in Wirklichkeit eine uneheliche Tochter eines Adligen ist. Um sie zu verbergen, wächst sie nun beim Marquis auf, der sie auch in Kampfkünsten ausbildet. Bald verwandelt sie sich nachts in die clevere Freiheitskämpferin „Stern der Seine“, die gegen die französische Armee kämpft, um die Bürger zu befreien und sich gegen die Armut einzusetzen. Dabei trägt sie eine Gesichtsmaske und benutzt einen Degen. 
Außerdem will sie sich für ihre verstorbenen Eltern rächen, die durch die Schergen von Marie-Antoinette und Ludwig XVI. getötet wurden. Unterstützt wird sie dabei von Armand, der selbst schon länger als „Schwarze Tulpe“ aktiv ist. Ihre Abenteuer führen sie immer wieder an den französischen Hof und so erfährt Nadine schließlich, dass Marie-Antoinette ihre Halbschwester ist. Um dies zu verbergen, wurden sie und ihre Pflegeeltern auch verfolgt, während andere das Geheimnis lüften wollen. Dann wird Nadine in die Wirren der französischen Revolution hineingezogen. Sie will den unterdrückten Menschen weiter helfen, nimmt aber auch die Kinder der Königin auf um sie zu schützen.

## Produktion und Veröffentlichung
Die Serie wurde 1975 in Japan beim Studio Sunrise produziert. Dabei entstanden 39 Folgen. Das Drehbuch schrieb Sōji Yoshikawa. Regie führte Masaaki Ōsumi und ab Folge 27 Yoshiyuki Tomino. Das Charakterdesign stammt von Akio Sugino und die Musik komponierte Shunsuke Kikuchi. Das Vorspannlied ist La Seine no Hoshi von Mitsuko Horie and Columbia Yurikago Kai und der Abspann wurde unterlegt mit dem Lied Watashi wa Simone (私はシモーヌ, Watashi wa Shimōnu), ebenfalls von Mitsuko Horie and Columbia Yurikago Kai. 
Die Serie wurde erstmals vom 4. April 1975 bis zum 26. Dezember 1975 auf Fuji TV ausgestrahlt. Die deutsche Erstausstrahlung fand am 27. Juli 1998 auf RTL 2 statt. Außerdem wurde der Anime im koreanischen, französischen, spanischen, italienischen und taiwanesischen Fernsehen gezeigt.

## Synchronisation
| Rolle                 | japanischer Sprecher (Seiyū) | deutscher Sprecher |
| --------------------- | ---------------------------- | ------------------ |
| Nadine/Simone Lorrain | Terumi Niki                  |                    |
| Robert de Forge       | Taichirō Hirokawa            |                    |
| Marie Antoinette      | Reiko Mutō                   |                    |
| Armand                |                              | Thomas Karallus    |
| Mirand                | Kei Tomiyama                 | Christian Stark    |

## Episodenliste
| Nr. | deutscher Titel                     | Erstausstrahlung | Nr. | deutscher Titel                    | Erstausstrahlung   |
| --- | ----------------------------------- | ---------------- | --- | ---------------------------------- | ------------------ |
| 1   | Das Geheimnis der Schwarzen Tulpe   | 4. April 1975    | 21  | Ein feiner Steuerbeamter!          | 22. August 1975    |
| 2   | Eine schwierige Flucht              | 11. April 1975   | 22  | Eine Braut wird entführt           | 29. August 1975    |
| 3   | Fechtunterricht und Klosterschule   | 18. April 1975   | 23  | Armors Pfeil                       | 5. September 1975  |
| 4   | Verhängnisvolle blaue Rosen         | 25. April 1975   | 24  | Die Maske                          | 12. September 1975 |
| 5   | Der Stern wird geboren              | 2. Mai 1975      | 25  | Rote Dahlien – Blumen des Glücks   | 19. September 1975 |
| 6   | Die große Reise                     | 9. Mai 1975      | 26  | Familienehre                       | 26. September 1975 |
| 7   | Besuch aus der Vergangenheit        | 16. Mai 1975     | 27  | Immer neue Intrigen                | 3. Oktober 1975    |
| 8   | Angst und Schrecken                 | 23. Mai 1975     | 28  | Ein verlorener Freund kehrt zurück | 10. Oktober 1975   |
| 9   | Eine folgenschwere Melodie          | 30. Mai 1975     | 29  | Kampf um die Freiheit              | 17. Oktober 1975   |
| 10  | Eine gemeine Falle                  | 6. Juni 1975     | 30  | Aufstand des Bürgertums            | 24. Oktober 1975   |
| 11  | Das Geheimnis der Spieluhr          | 13. Juni 1975    | 31  | Die Revolution beginnt             | 31. Oktober 1975   |
| 12  | Verrat an einem Verräter            | 20. Juni 1975    | 32  | In der Falle                       | 7. November 1975   |
| 13  | Das Attentat auf den König          | 27. Juni 1975    | 33  | Die Königin besinnt sich           | 14. November 1975  |
| 14  | Der falsche Freund                  | 4. Juli 1975     | 34  | Zwei Schwestern finden sich        | 21. November 1975  |
| 15  | Der Heißluftballon                  | 11. Juli 1975    | 35  | Der Aufstand der Frauen            | 28. November 1975  |
| 16  | Das ereignisreiche Blumenfest       | 18. Juli 1975    | 36  | Schicksalhafte Briefe              | 5. Dezember 1975   |
| 17  | Der geizige Müller                  | 25. Juli 1975    | 37  | Flucht ohne Ausweg                 | 12. Dezember 1975  |
| 18  | Das Geheimnis um den Blumenzauberer | 1. August 1975   | 38  | Liebe und Stolz!                   | 19. Dezember 1975  |
| 19  | Talentförderung mit Hindernissen    | 8. August 1975   | 39  | Adieu Paris!                       | 26. Dezember 1975  |
| 20  | Ein wunderbares Konzert             | 15. August 1975  |     |                                    |                    |

## Rezeption
Die Serie hatte einigen Erfolg in Europa, auch wenn sie viele historische Ungenauigkeiten enthält – im Gegensatz zu Die Rosen von Versailles aus der gleichen Zeit. Zusammen mit diesem handelt es sich auch um eine der ersten Animeserien mit maskierten Superheldinnen.